# Nicetes (cosí d'Heracli)
Nicetes, en grec medieval Νικήτας, era un noble de l'Imperi Romà d'Orient, cosí de l'emperador Heracli, al que va ajudar en la revolta contra l'usurpador Flavi Focas i a la guerra romano-sassànida del 602 al 628.

## Biografia
Nicetes apareix mencionat per primera vegada quan va anar al costat del seu cosí a lluitar contra Focas a Constantinoble, i després, enviat per Heracli, va conquerir Egipte l'any 610. Allà va consolidar un centre de poder per a l'imperi a través de la seva amistat amb el patriarca Joan l'Almoiner patriarca d'Alexandria, a qui havia ajudat a aconseguir el tron patriarcal. Nicetes i Joan eren eren germans rituals mitjançant la cerimònia de l'adelfopoesi.
Per combatre els perses, va combinar les seves forces amb les de Heracli a Síria, però va ser derrotat per Sarbar. Més tard va resistir als avenços perses fins al 613, quan va aconseguir una costosa victòria a prop d'Emessa, però no va poder aturar la presa de Jerusalem per les tropes del rei persa Còsroes II, que es van emportar la Veracreu. Una font posterior registra una victòria sobre els perses a Cesarea de Palestina l'any 614. Va ser possiblement en aquesta ocasió quan es va erigir una gran estàtua daurada en honor seu a la capital imperial de Constantinoble. Seguia tenint la confiança de l'emperador, que va casar el seu fill Constantí III Heracli amb Gregòria, filla de Nicetes.
Amb la invasió sassànida d'Egipte l'any 616, Nicetes va defensar Alexandria i, després de la caiguda de la ciutat, va fugir a Xipre juntament amb el patriarca Joan l'Almoiner. Després d'aquest exili desapareix de les fonts conservades. Possiblement va morir poc després, privant Heracli d'un gran comandant.